# الدحامنة (لمزامزة)
الدحامنة هو دُوَّار يقع بجماعة لحساسنة، إقليم برشيد، جهة الدار البيضاء سطات في المملكة المغربية. ينتمي الدوّار لمشيخة لمزامزة التي تضم 16 دوار. يقدر عدد سكانه بـ 865 نسمة حسب الإحصاء الرسمي للسكان والسكنى لسنة 2004.

## روابط خارجية
- البوابة الوطنية للجماعات الترابية
- المندوبية السامية للتخطيط